# Tabaré Hackenbruch
Tabaré Hackenbruch Alberti (Canelones, 26 de noviembre de 1928-Canelones, 19 de junio de 2017) fue un político uruguayo, perteneciente al Partido Colorado electo en tres oportunidades como Intendente de Canelones (1985-1989, 1995-2005).

## Carrera política
Inicia su militancia política a la edad de 15 años en el comité de la Juventud Batllista de Tomás Berreta, en 1943. En 1946 es electo convencional del Partido Colorado a los 18 años, condición que ostenta hasta el día de hoy. En las elecciones de 1954 es electo como miembro de la Junta Electoral. También trabajó en el periódico colorado Acción.
Se desempeña como edil departamental entre 1958 y 1962. Electo Representante Nacional (Diputado) en 1966 y reelecto en 1971. En 1973 es destituido y perseguido por la dictadura militar, siendo proscripto por el gobierno de facto. Apoya el No en el intento de reforma de la Constitución por parte del gobierno de facto. Desprocripto en el año 1982 es electo Secretario General del Comité Ejecutivo Departamental de Canelones del Partido Colorado. Tras la finalización de la dictadura militar, en 1984 Hackenbruch fue elegido Intendente Municipal de Canelones. En 1989 no consiguió la reelección, ya que fue derrotado por el nacionalista José Andújar. Durante un breve lapso, entre 1994 y 1995, fue senador, ocupando la banca que quedó vacante con el fallecimiento de Carlos Cigliuti. 
En las elecciones de noviembre de 1994 fue elegido por segunda vez Intendente de Canelones.
Residía en la ciudad de Las Piedras.

## Última gestión municipal (2000-2005)
En mayo de 2000 obtuvo la reelección al cargo, convirtiendoes en el único ciudadano de su departamento electo tres veces Intendente. Su última gestión comunal, fue fuertemente resistida, produciéndose la victoria del Frente Amplio y su candidato Marcos Carámbula en las elecciones municipales de mayo de 2005. Hackenbruch dejó el cargo en manos del Dr. Marcos Carámbula en julio de ese año. Todos los cargos que ocupó a lo largo de su prolongada vida política fueron electivos.

### Aprobación de su gestión
| Encuestas de opinión |       |                                                                                  |
| Fuente               | Fecha | Resultados                                                                       |
| Interconsult         | 2005  | Aprueba: 4%, ni aprueba ni desaprueba: 8%, desaprueba: 88%                       |
| Factum               | 2003  | Aprueba: 8%, ni aprueba ni desaprueba: 9%, desaprueba: 79%, no tiene opinión: 4% |

### Controversias e irregularidades
El 28 de abril de 2006 se instauró en el ámbito de la Junta Departamental de Canelones una Comisión Investigadora con el cometido de analizar distintas denuncias sobre supuestas irregularidades producidas en el último gobierno municipal de Tabaré Hackenbruch.
Dicha Comisión llegó a la conclusión que se constataron diversas irregularidades administrativas las cuales podrían llegar a tener relevancia penal, pudiendo haberse constituido los delitos de fraude, conjunción del interés personal y público, abuso de funciones y revelación de secretos, entre otros.
Las conclusiones de la Comisión fueron entregadas al intendente municipal Dr. Marcos Carámbula y elevadas a la justicia penal así como también al Poder Legislativo, por entender que los entonces diputados Tabaré Hackenbruch Legnani y Gustavo Espinosa podrían haber estado implicados en alguna de las presuntas irregularidades. Todas la denuncias penales fueron archivadas.